# Jimeno Fortúnez
Jimeno Fortúnez (m. después de 1095), hijo de Fortún Ochoa, fue un magnate que vivió en el siglo XI y gobernó varias tenencias, incluyendo la de los Cameros.  

## Relaciones familiares
Su padre, Fortún Ochoa, contrajo matrimonio alrededor de 1044 con Mencía Garcés, hija natural del rey García Sánchez III nacida c. 1030, y probablemente había casado anteriormente con la que fue la madre de varios de sus hijos que ya comienzan a aparecer en la documentación gobernando diversas tenencias en fechas cercanas a su enlace con la hija del rey de Pamplona. Su suegro, el rey García, más joven que Fortún, le había encomendado a mediados del siglo siglo XI el gobierno del valle de Arnedo y los Cameros, así como la comarca de Cantabria y otras plazas.El progenitor de Jimeno y su esposa Mencía fueron patrones del monasterio de San Prudencio de Monte Laturce al cual favorecieron con sendas donaciones y donde eligieron su sepultura, tradición que mantuvieron varios de sus descendientes.
A la muerte de Fortún, sus cinco hijos varones ejercieron el gobierno de las tenencias que anteriormente había gobernado su padre: Aznar, en Huarte; Íñigo, en Arnedo; Sancho, en Pancorbo, Lope, que en diferentes fechas gobernó Nájera, Calahorra y Azagra, y Jimeno que se encargó del gobierno de los Cameros y de Viguera. También pudo ser hermano de, Toda, la esposa de  Íñigo López, primer señor de Vizcaya.

## Esbozo biográfico
En 1045 ya aparece como tenente en los Cameros en una donación del rey García el de Nájera al monasterio de Irache cuando confirma la donación como seniori Semeno Fortunionis de Cambero. En  1048, en vida de su padre, ejerció el gobierno de Arnedo. En 1063, confirmó la donación de su hermano Sancho del monasterio de San Miguel de Arnedo al monasterio de San Prudencio de Monte Laturce. En 1064 gobernaba Meltria (antiguo nombre de la comarca que hoy forma parte de La Rioja), perteneciente al reino de Pamplona según consta en la donación del rey Sancho Garcés IV al monasterio de San Prudencio de Monte Laturce cuando el rey también menciona que en dicho monasterio estaban enterrados los padres y hermanos de Jimeno, firmando como senior Ximeno Fortunez de Meltria. En 1068 junto con su mujer Andrégoto donó el monasterio de San Esteban de Turillas, cercano a Logroño, al monasterio de San Prudencio de Monte Laturce. En 1076, siendo gobernador de Meltria, firma como testigo en la compra-venta de unas casas en San Román de Cameros. El comprador, posiblemente su cuñado Íñigo López, da como pago «8 vacas paridas y destetadas y 20 sueldos de plata». A la muerte en 1076 del rey Sancho IV Garcés "El de Peñalén", tramitó junto con su cuñado Íñigo López la separación de Meltria del reino de Navarra y su unión al reino de Castilla, en el que reina Alfonso VI. En 1095 obtuvo del rey Alfonso VI el fuero para la ciudad de Logroño, firmando en la escritura como senior Semeno Fortuniones de Cambero. Junto con su mujer ordenó realizar obras en el monasterio de San Prudencio de Monte Laturce, en el sentido de «ensanchar y alargar el edificio cuanto lo permitiese lo áspero del terreno», falleciendo el matrimonio en tanto se realizaba la obra.

## Matrimonio y descendencia
Contrajo matrimonio con Andregoto, la madre de sus hijos:
- Íñigo Jiménez, que sucedió a su padre en gobierno de los Cameros;[13] y
- Mencía Jiménez[14]